# Persea corymbosa
Persea corymbosa är en lagerväxtart som beskrevs av Carl Christian Mez. Persea corymbosa ingår i släktet avokador, och familjen lagerväxter. Inga underarter finns listade i Catalogue of Life.